# Émile Jamet
Pour les articles homonymes, voir Jamet.
Pour l’article ayant un titre homophone, voir Émile Jamais.
Émile Jamet (21 avril 1799 - Craon, † 28 juin 1871 - Rennes) est un agriculteur et un homme politique français du XIXe siècle, Député de la Mayenne (1848-1849).

## Biographie
Il est le fils de Mathurin-Julien-François Jamet, médecin à Craon
Propriétaire et agriculteur à Château-Gontier, il est républicain sous Louis-Philippe. Après la révolution française de 1848, il est sous-commissaire du gouvernement provisoire à Château-Gontier. Il y proclame tout seul la République. 
Elu aux Élections législatives de 1848, il est député de la Mayenne à l'Assemblée constituante de 1848, il siège avec les républicains modérés. Il fait partie du comité de l'agriculture et du Crédit foncier. Il n'est pas réélu à l'Assemblée législative lors des Élections législatives de 1849.
On le nomma en 1849 membre du jury pour le concours à la chaire d'économie, et ensuite pour le concours des animaux gras de Poissy. Président du comice agricole de Craon et de Château-Gontier, fondateur de la Société de l'Ouest pour l'élevage des animaux perfectionnés, membre du jury départemental d'examens agricoles, il refusa en 1855 du gouvernement du Second Empire la croix de la Légion d'honneur. 
Il est l'auteur de plusieurs ouvrages d'agriculture. Il avait fait imprimer en 1846 à Château-Gontier un Cours d'agriculture théorique et pratique (in-12, 260 p.). Il a donné aussi un grand nombre d'articles sur les questions agricoles et publié un petit volume sur Les fraises et leur culture. L'Abbé Angot indique que son portrait existe dans la Galerie des représentants du peuple.

## Sources partielles
- « Émile Jamet », dans Adolphe Robert et Gaston Cougny, Dictionnaire des parlementaires français, Edgar Bourloton, 1889-1891 [détail de l’édition]
- « Émile Jamet », dans Alphonse-Victor Angot et Ferdinand Gaugain, Dictionnaire historique, topographique et biographique de la Mayenne, Laval, A. Goupil, 1900-1910 [détail des éditions] (BNF 34106789, présentation en ligne), t. II